# Richard Hilton
Richard Howard Hilton (Nueva York; 17 de agosto de 1955) es un empresario inmobiliario estadounidense, fundador de la empresa Hilton & Hyland: Beverly Hills Real Estate Agents. Es el nieto de Conrad Hilton, fundador de la cadena de hoteles Hilton, aunque no tiene ninguna relación o participación con la empresa.
Hijo de Barron Hilton, se encuentra casado con Kathy Richards y es el padre de las celebridades Paris Hilton (1981) y Nicky Hilton (1983).

## Biografía

### Primeros años
Hilton nació en Los Ángeles, California, el sexto de los ocho hijos de Marilyn June (nacida Hawley) y de Barron Hilton, cuyo padre fue el fundador de la cadena de hoteles Hilton, Conrad Hilton. En 1978, se graduó de la Universidad de Denver con un grado en gestión de hoteles y restaurantes. Sus hermanos y hermanas son William Barron Hilton Jr. (nacido en 1948), Hawley Anne Hilton (nacida en 1949), Steven Michael Hilton (nacido en 1950), David Alan Hilton (nacido en 1952), Sharon Constance Hilton (nacida en 1953), Daniel Kevin Hilton (nacido en 1962), y Ronald Jeffrey Hilton (nacido en 1963).

### Carrera
Hilton se unió a las oficinas neoyorquinas de Eastdil Secured, una marca de inversión bancaria. Se especializó en asegurar los fondos de inversores y pensionistas en varias transacciones.
En 1984, formó la Hilton Realty Investment. Obtuvo su licencia de corredor de seguros el 29 de noviembre de 1985. A Hilton y Jeffrey Hyland se les otorgó una licencia de corporación por su negocio inmobiliario, Hilton & Hyland, el 26 de julio de 1993. Entre sus desarrollos se encuentra Brentwood Country Estates. En 2013 Hilton & Hyland obtuvieron 2 mil millones de dólares en ventas. Desde 2006, Williams & Williams ha estado afiliada a Hilton & Hyland Real Estate Inc. Ambas compañías juntaron fuerzas para desarrollar y distribuir proyectos en un mercado inmobiliario de lujo muy competitivo.
Hilton ha sido productor ejecutivo de varios programas de televisión en los que participaron sus hijas.

### Vida personal
Hilton se casó con Kathy Avanzino el 25 de noviembre de 1979. Tienen cuatro hijos, Paris Hilton (nacida el 17 de febrero de 1981), Nicholai "Nicky" Hilton (nacida el 5 de octubre de 1983), Barron Hilton II (nacido el 7 de noviembre de 1989) y Conrad Hughes Hilton III (nacido el 3 de marzo de 1994). Viven en Bel Air. Hilton tiene ocho nietos; un niño llamado Phoenix y una niña (2023) de Paris, tres de Nicky: dos niñas llamadas Lily Grace Victoria Rothschild (2016) y Teddy Marilyn Rothschild (2017) y Chasen (2022); además de tres por parte de su hijo Barron, una niña llamada Milou Alizée Hilton (2020), y dos niños llamados Caspian Barron Hilton (2022) y Apollo Winter Hilton (2024).